# Унтертінгау
Унтертінгау (нім. Unterthingau) — громада в Німеччині, знаходиться в землі Баварія. Підпорядковується адміністративному округу Швабія. Входить до складу району Остальгой. Центр об'єднання громад Унтертінгау.
Площа — 45,23 км2. Населення становить 2893 ос. (станом на 31 грудня 2020).

## Галерея

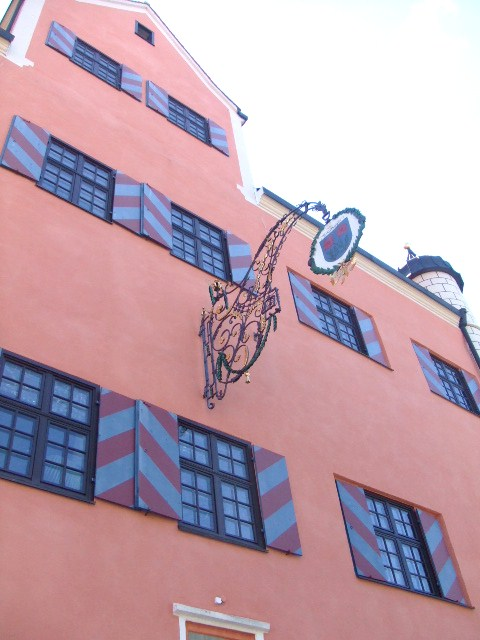
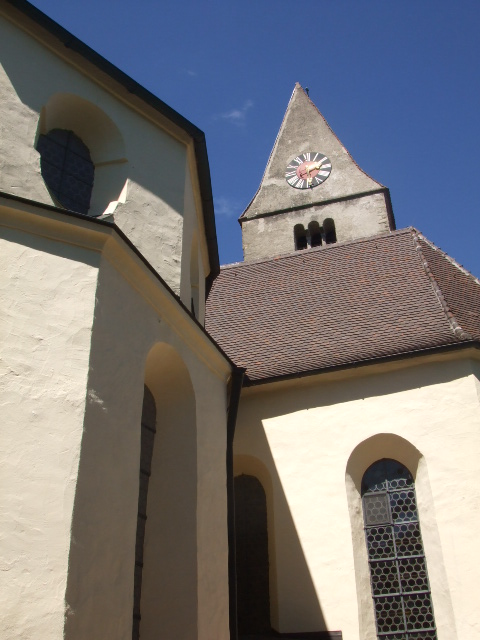
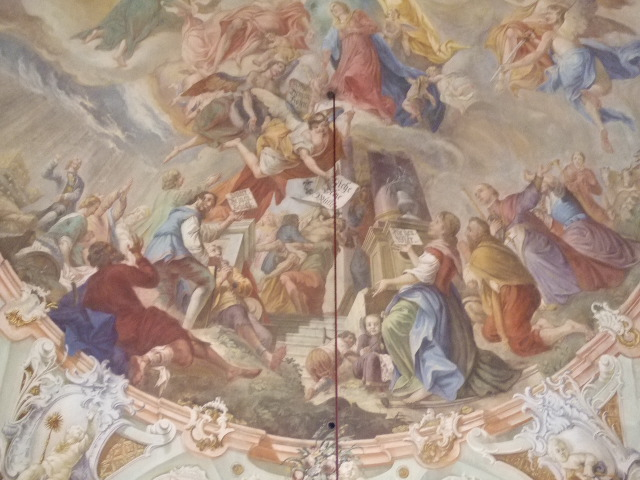